# آيت احميدة نوفلا (أزرار)
آيت احميدة نوفلا هي إحدى مشيخات المملكة المغربية، تتبع جغرافيا لإقليم تارودانت وإداريًا لأزرار. يقدر عدد سكانها بـ 1652 نسمة حسب الإحصاء الرسمي للسكان والسكنى لسنة 2004.